# 마이애미 (오클라호마주)

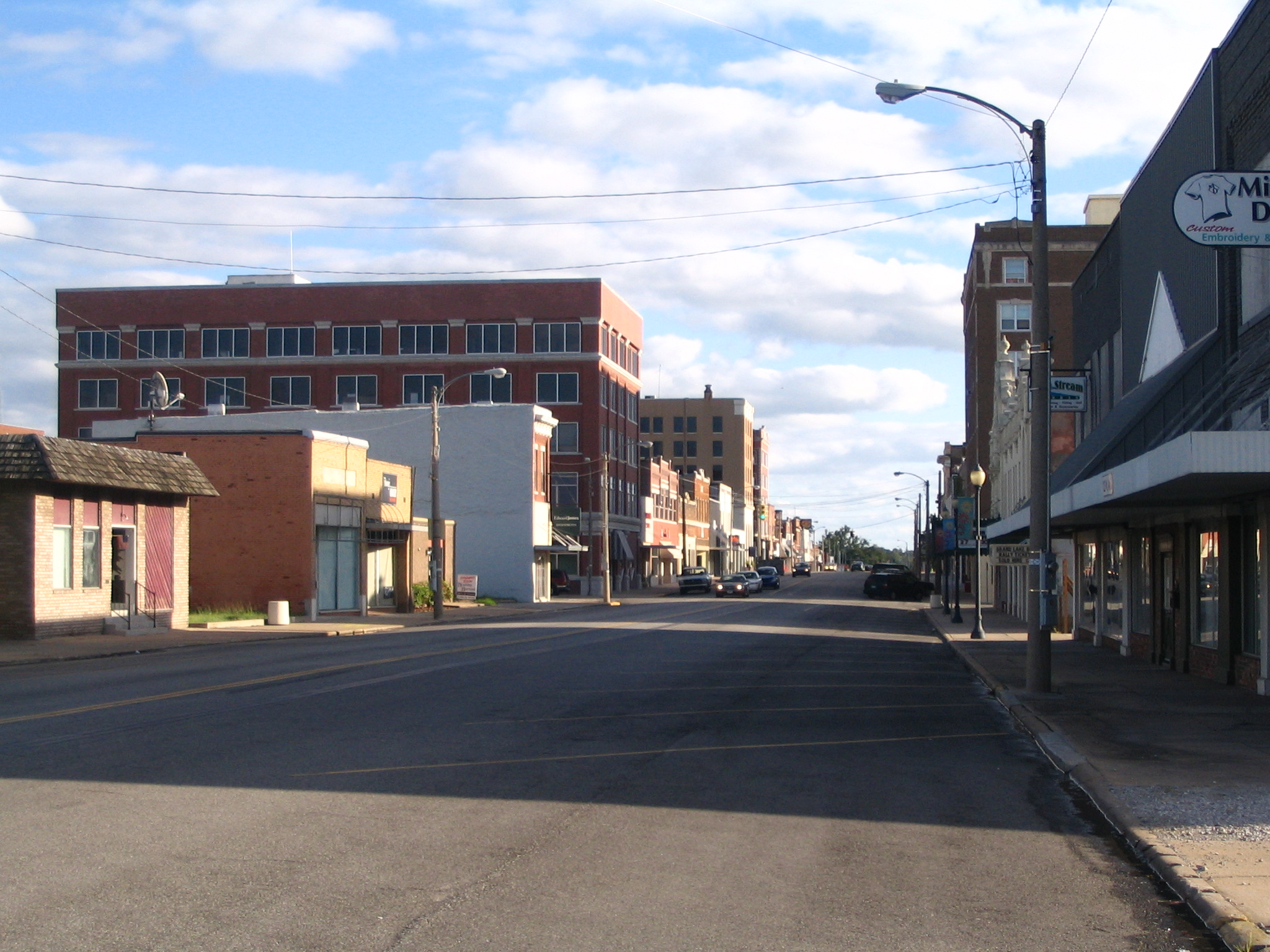

마이애미(Miami)는 미국 오클라호마주 오타와군의 도시이자 군청 소재지이다. 이 지역은 인디언 준주의 일부이다. 2020년 미국 인구 조사 기준으로 인구 수는 12,969명이다.

## 인구
| 인구조사    | 인구   | Note  | %±     |
| ----------- | ------ | ----- | ------ |
| 1900년      | 1,527  |       | —      |
| 1910년      | 2,907  |       | 90.4%  |
| 1920년      | 6,802  |       | 134.0% |
| 1930년      | 8,064  |       | 18.6%  |
| 1940년      | 8,345  |       | 3.5%   |
| 1950년      | 11,801 |       | 41.4%  |
| 1960년      | 12,869 |       | 9.1%   |
| 1970년      | 13,880 |       | 7.9%   |
| 1980년      | 14,237 |       | 2.6%   |
| 1990년      | 13,142 |       | −7.7%  |
| 2000년      | 13,704 |       | 4.3%   |
| 2010년      | 13,570 |       | −1.0%  |
| 2019 (추산) | 13,088 | [ 1 ] | −3.6%  |
| 출처:       |        |       |        |